# Andrija Stojčević
Andrija Stojčević (Neštin, ist. Srijem, 1753. − Gospić, 6. listopada 1810.), podmaršal habsburške vojske

## Životopis
Rodio se je u srijemskom selu Neštinu 1753. godine. U 9. petrovaradinsku graničarsku stupio je 1770. kao kadet. Napredovao je u činu i 1788. je postao satnik. Uslijedio je premještaj u slavonski graničarski dobrovoljački zbor. Ondje postaje zapovjednikom, a 1790. dobio je čin bojnika. 1793. godine zapovjednkom je bojne brodske graničarske pukovnije. 1797. godine promaknut je u čin potpukovnika. Poslan je u rat protiv Napoleona. Ratova je protiv njega kao zapovjednik 1. graničarske streljačke bojne na Rajni, u Njemačkoj, Švicarskoj i Tirolu. Već 1799. godine opet napreduje u činu. Postao je pukovnik, a vraća se u matičnu 9. petrovaradinsku graničarsku pukovniju gdje je postavljen za zapovjednika. 1805. godine promaknut je u general bojnika. Sada je ratovao protiv Napoleona na drugom bojištu, u Italiji. Do 1809. brigadir je u Gospiću. 1809. postao je podmaršal. 
U boju na brdu Kiti 16. svibnja 1809. kod Knina, zarobljen je zajedno s pobočnikom, pa je zapovjedništvo nad Opservacijskim korpusom preuzeo Matija Rebrović Razbojski.
1810. je umirovljen.